# گوانیانو
گوانیانو (به ایتالیایی: Guagnano) یک کومونه در ایتالیا است که در استان لچه واقع شده‌است.

## خصوصیات
گوانیانو ۳۷ کیلومترمربع مساحت و ۵٬۹۴۷ نفر جمعیت دارد و ۴۴ متر بالاتر از سطح دریا واقع شده‌است.